# Happy (album Alexii)
Happy – trzeci album studyjny włoskiej piosenkarki Alexii. Płyta została wydana w sierpniu 1999 roku i zawiera dwanaście utworów.

## Lista utworów
| Nr  | Tytuł              | Długość |
| --- | ------------------ | ------- |
| 1.  | Happy              | 3:14    |
| 2.  | Change Your Life   | 3:08    |
| 3.  | Goodbye            | 3:01    |
| 4.  | Baby Baby Baby     | 3:12    |
| 5.  | Te Amo             | 3:34    |
| 6.  | Giddy Up           | 2:49    |
| 7.  | I Want You         | 3:23    |
| 8.  | Save A Prayer      | 3:41    |
| 9.  | Shake You Up       | 2:40    |
| 10. | Close To You       | 2:42    |
| 11. | The Rain           | 3:27    |
| 12. | Let The Music Play | 3:00    |